# Claude Dubuis
Pour les articles homonymes, voir Dubuis.
Claude Dubuis, né le 23 novembre 1925 à Aigle et mort le 28 juillet 2014, est un musicien, organiste et compositeur vaudois.

## Biographie
Après avoir fait ses classes dans sa ville natale, il part au Lycée-collège de l'Abbaye de Saint-Maurice en Valais, alors conduit par Monseigneur Louis Séverin Haller, abbé-évêque. Il y obtient une maturité en latin-grec en 1945. Sur le plan musical, il commence l'étude du piano à Aigle avec Olga Drapel en 1941 puis il poursuit, en 1943, avec le théosophe Samuel Lutz selon les principes de la méthode Leimer-Gieseking. Durant ses études au Collège de Saint-Maurice, Claude Dubuis aborde, dès 1943, l'étude de l'orgue avec le chanoine Georges Revaz. Il travaille ensuite cet instrument ainsi que l'harmonie avec François Demierre à Vevey, qui, en 1948, le présente avec succès au diplôme de la Société suisse de pédagogie musicale (SSPM). Dès 1949, Aloÿs Fornerod l'initie, en privé, au contrepoint et à la composition. En 1949, sur les conseils de François Demierre, Claude Dubuis part pour Paris où il devient l'élève d'André Marchal, de Gaston Litaize (orgue) et d'Antoine Reboulot (piano). Il retourne en Suisse en 1950 et reprend l'étude du piano à l'Institut de Ribaupierre à Lausanne, obtenant son diplôme en 1953 dans la classe d'Ernest Vuillemin. Claude Dubuis obtient aussi une virtuosité d'orgue dans la classe de François Demierre. 
La riche formation de Claude Dubuis le conduit à être titulaire de l'église protestante de Bex de 1950 à 1961. Dès 1953, il enseigne le piano et l'orgue à l'Institut de Ribeaupierre à Lausanne, poste qu'il occupe durant seize ans. Après son expérience à l'église de Bex, Claude Dubuis devient organiste au temple Saint-Jean de Cour de 1961 à 1990 ainsi qu'au centre funéraire de la ville de Lausanne de 1973 à 1990. Cette charge l'incite à constituer un répertoire spécifique de 600 pièces correspondant à la demande des familles et aux liturgies les plus variées. Claude Dubuis est aussi président de l'association des organistes protestants romands dont il est membre d'honneur. Par les nombreux concerts qu'il donne en Suisse romande, Claude Dubuis sert la cause des compositeurs suisses comme Willy Burkhard, Henri Gagnebin, Walther Geiser, Emile Heer, Alexandre Mottu, Paul Muller, Bernard Reichel ou encore Hans Studer. 

## Sources
- « Claude Dubuis », sur la base de données des personnalités vaudoises sur la plateforme « Patrinum » de la Bibliothèque cantonale et universitaire de Lausanne.
- Jean-Louis, Matthey, "La BCU rend hommage au musicien lausannois Claude Dubuis", in: Revue musicale de Suisse romande, 1995/2, p. 52
- Jean-Louis, Matthey, "Claude Dubuis : une vie au service de la liturgie", in: Revue musicale Suisse, 2001, no 3, p. 23